# 何純
何純（1434年—？），字惟一，江西臨江府新淦縣人，明朝政治人物。進士出身。

## 生平
江西鄉試第十八名。成化二年（1466年）丙戌科會試第一百五十九名，殿試登進士第三甲第二十六名。

## 家族
曾祖何務榮。祖父何自充。父亲何貞，曾任封刑部主事。